# Ali Stroker
Alyson Mackenzie Stroker (Ridgewood, 16 de junio de 1987) es una actriz y cantante estadounidense. Es la primera actriz que utiliza una silla de ruedas para moverse en un escenario de Broadway y en ser nominada y ganar un premio Tony. Fue finalista de la segunda temporada de The Glee Project, y luego apareció como estrella invitada en Glee en 2013. Interpretó el papel de Anna en la reposición de Spring Awakening (Despertar de primavera) en Deaf West en 2015. Ganó el premio Tony 2019 a la mejor actriz de reparto en un musical por su actuación en Oklahoma!

## Primeros años
Ali Stroker creció en Nueva Jersey con sus padres, Jody Schleicher y Jim Stroker, así como con un hermano mayor, Jake, y una hermana menor, Tory. A los dos años, sufrió un accidente automovilístico que le provocó una lesión de la médula espinal que la dejó paralizada del pecho para abajo. Incapaz de caminar, utiliza una silla de ruedas. Asistió a Ridgewood High School, donde fue la presidenta de la clase y protagonizó musicales escolares.
Se formó con el programa de verano del Conservatorio de Teatro Musical en el Paper Mill Playhouse en Millburn, Nueva Jersey.
En 2009 se convirtió en la primera actriz que usa una silla de ruedas que obtuvo un título del Departamento de Drama Tisch de la Universidad de Nueva York, con un título en Bellas Artes.

## Carrera profesional
Stroker realizó actuaciones en solitario en el Kennedy Center en Washington, D. C. y en el Ayuntamiento de Nueva York, además de actuaciones en conciertos en el Lincoln Center de la ciudad de Nueva York.
Protagonizó la producción de The Paper Mill Playhouse de The 25th Annual Putnam County Spelling Bee. Luego repitió su papel de este espectáculo en la Compañía de Teatro de Filadelfia y esa actuación le valió una nominación al Premio Barrymore.
En 2011, apareció en el cortometraje I Was a Mermaid y Now I'm a Pop Star. En 2012 se presentó a la audición de The Glee Project y fue elegida para la serie de 12 episodios. Llegó al episodio final y quedó en segundo lugar, ganando un papel como invitada en Glee, interpretando a Betty Pillsbury, la sobrina de la Sra. Pillsbury, en la Temporada 4, episodio 14 «¡Acepto!». 
En 2014 tuvo un papel en la película Cotton, también conocida como «Everyday Miracles». En 2014 y 2015, tuvo un rol de tres episodios interpretando a Wendy en la serie de MTV, Faking It.
En 2015 hizo historia al convertirse en la primera actriz de Broadway que usa una silla de ruedas para aparecer en un escenario de Broadway. Interpretó el papel de Anna en el reestreno de Spring Awakening (Despertar de primavera) de 2015 en Deaf West.
En 2017, interpretó a Tamara en el programa de ABC Ten Days in the Valley.
En 2018 interpretó a Ado Annie en la aclamada reposición de Oklahoma! en St. Ann's Warehouse. La producción se transfirió al Circle in the Square Theatre de Broadway en 2019, lo que le valió un premio Tony a la mejor actriz de reparto en un musical, convirtiéndola en la primera persona discapacitada en ser nominada y recibir ese premio.
En la noche de la premiación Stroker expresó:

Este premio es para todos los niños y niñas que están observando esta noche y que tienen una discapacidad, una limitación o un desafío, que han estado esperando para verse representados en este ámbito. Lo están.

En 2020 estuvo en Christmas Ever After de Lifetime, que se emitió el 6 de diciembre de 2020.

## Defensa de los derechos
Es copresidenta de Women Who Care, que apoya a United Cerebral Palsy of New York City. Es miembro fundadora de Be More Heroic, una campaña antibullying que recorre Estados Unidos conectándose con miles de estudiantes cada año. Viajó a Sudáfrica con ARTS InsideOut, donde impartió clases de teatro y talleres para mujeres y niños afectados por el SIDA. 

## Vida personal
Stroker es bisexual y salió con Dani Shay en 2012, también concursante de The Glee Project.
Stroker asistió a los Premios Tony 2019 con su novio, director de teatro y actor David Perlow. Ambos se habían vuelto a conectar en 2015 y son directores fundadores de ATTENTIONTheatre. Desde entonces, contrajeron matrimonio. En julio de 2022 se hizo público que estaban esperando su primer hijo. Su hijo, Jesse Kenneth Perlow, nació el 8 de noviembre de 2022.

## Trabajos

### Cine y televisión
| Año       | Título                                             | Papel                | Notas                                       |
| --------- | -------------------------------------------------- | -------------------- | ------------------------------------------- |
| 2011      | Yo era una sirena y ahora soy una estrella del pop | Chica fiestera       | Video corto                                 |
| 2012      | The Glee Project                                   | Sí misma             | 12 episodios                                |
| 2013      | Glee                                               | Betty Pillsbury      | Episodio: Sí, quiero                        |
| 2014      | Cotton                                             | Jeanie               |                                             |
| 2014-2015 | Faking it                                          | Wendy                | 3 episodios                                 |
| 2017      | Ten Days in the Valley                             | Tamara               | 3 episodios                                 |
| 2018      | Arma letal                                         | Nina                 | Episodio: Dinero divertido                  |
| 2018      | Historia borracha                                  | Judith Heumann       | Episodio: Derechos civiles                  |
| 2018      | Instinct                                           | Ella                 | Episodio: Secretos y mentiras               |
| 2019      | Charmed                                            | Primera audición     | Episodio: Bruja perfecta                    |
| 2020      | BoJack Horseman                                    | (voz)                | Episodio: Angela                            |
| 2020      | Ayudantes                                          | Baloncesto Brianna   | Episodio: Basketball Brianna / Heart's Fish |
| 2020      | El tipo audaz                                      | Olivia               | Episodio: Subiendo de nivel                 |
| 2020      | Navidad para siempre                               | Izzi Simmons         | Película navideña de por vida               |
| 2021      | Sangre azul                                        | Det. Allison Mulaney | Episodio: Redención                         |
| 2021      | And Just Like That…                                | Chloe                | Episodio: Some of my Best Friends           |
| 2021-2022 | Only Murders in the Building                       | Paulette             | 4 episodios                                 |

### Teatro
| Año       | Título                                                     | Papel            | Localización                  | Notas |
| --------- | ---------------------------------------------------------- | ---------------- | ----------------------------- | --- |
| 2011      | El 25.° Concurso Anual de Ortografía del Condado de Putnam | Oliva Ostrovsky  | Casa de juegos Paper Mill     | Teatro Regional |
| 2015      | Despertar la primavera                                     | Anna             | Centro Wallis Annenberg       | Teatro Regional - Teatro Deaf West |
| 2015-2016 | Despertar la primavera                                     | Anna             | Teatro Brooks Atkinson        | Broadway - Transferencia de teatro de Deaf West |
| 2018      | El 25.° Concurso Anual de Ortografía del Condado de Putnam | Oliva Ostrovsky  | Casa de juegos de Cleveland   | Teatro Regional |
| 2018      | Annie                                                      | Estrella futura  | Hollywood Bowl                | Teatro Regional |
| 2018      | Oklahoma!                                                  | Ado Annie Carnes | Almacén de Santa Ana          | Fuera de Broadway |
| 2019      | Oklahoma!                                                  | Ado Annie Carnes | Círculo en el teatro cuadrado | Broadway Premio Tony a la mejor actriz de reparto en un musical Premio Drama Desk a la mejor actriz destacada en un musical Nominada al premio Grammy al mejor álbum de teatro musical |

## Premios y nominaciones
| Año  | Premio             | Categoría                             | Trabajo    | Resultado |
| ---- | ------------------ | ------------------------------------- | ---------- | --------- |
| 2019 | Premio Tony        | Mejor actriz de reparto en un musical | ¡Oklahoma! | Ganadora  |
| 2019 | Premios Drama Desk | Mejor actriz destacada en un musical  | ¡Oklahoma! | Ganadora  |
| 2020 | Premio Grammy      | Mejor álbum de teatro musical         | ¡Oklahoma! | Nominada  |